# Mário Murteira
Mário Luís da Silva Murteira (Lisboa, 19 de abril de 1933 - Lisboa, 15 de março de 2013) foi um professor universitário, economista e cientista social português, vencedor do Prémio Carreira da Ordem dos Economistas em 2009, que visa distinguir proeminentes economistas nacionais..
Foi professor emérito e professor catedrático jubilado do ISCTE - Instituto Universitário de Lisboa, director da Revista 'Economia Global e Gestão' (INDEG-ISCTE-IUL / ISCTE Business School), presidente da Assembleia Geral do Ceso Ci International , membro da Comissão Científica do Observatório da China , membro do Conselho de Fundadores do 'Indeg/Ásia' e membro dos blogues científicos 'A Areia dos Dias' e 'Crises e Oportunidades'.
Mário Murteira foi o discípulo português mais importante de Joseph Schumpeter, sendo um dos pioneiros da institucionalização do ensino e da investigação quer da Economia quer da Sociologia em Portugal com Adérito Sedas Nunes. À semelhança de Joseph Schumpeter, Mário Murteira é um economista que sempre foi entusiasta da integração da sociologia como uma forma de entendimento das teorias e dos fenómenos económicos, sendo autor de dezenas de livros publicados (alguns dos quais em várias edições), centenas de artigos científicos, dezenas de prefácios, posfácios, recensões e resumos científicos, bem como organizador de várias obras colectivas nas áreas da Economia, da Gestão e da Sociologia .

## Biografia
Licenciou-se em Economia pelo Instituto Superior de Ciências Económicas e Financeiras da Universidade Técnica de Lisboa (hoje ISEG), tendo-se doutorado em Economia na mesma Universidade no ano de 1970, com a tese "A Determinação do Salário na Indústria"  (Moraes, 1970), sob orientação científica do Professor António Manuel Pinto Barbosa. 
Foi assistente do Centro de Estudos Sociais e Corporativos, dirigido por Adérito Sedas Nunes em 1957/58 e assistente e depois investigador coordenador do Gabinete de Investigações Sociais da UTL, fundado e dirigido por Adérito Sedas Nunes, depois transformado no Instituto de Ciências Sociais da Universidade de Lisboa (1973-1985). Em Novembro de 1982 (até Dezembro de 1986), em conjunto com Adérito Sedas Nunes e J. Manuel Nazareth, integrou a equipa encarregada da transformação do Gabinete de Investigação e Acção Social, no Instituto de Ciências Sociais da Universidade de Lisboa.Foi também assistente da Divisão de Estudos de Economia Industrial do Instituto Nacional de Investigação Industrial (INII) em 1959 e 1961.
No ano lectivo 1959/60 fez estudos de pós-graduação em Paris (com François Perroux) e em Roma (com Cláudio Napoleoni). Como bolseiro da OCDE, fez diversos estágios nos serviços de emprego da Bélgica, França e Itália em 1961/62, quando exercia funções no Fundo de Desenvolvimento da mão de obra. 
Fundou e dirigiu o Centro de Estudos Economia e Sociedade (1980-1985) e foi director da revista Economia e Socialismo em 1976/87 . Esta revista começou por ser mensal, com tiragem de cinco mil exemplares e esgotava. Colaboraram na revista nomes prestigiados da esquerda europeia e norte-americana, como Immanuel Wallerstein, Giovanni Arrighi, Ronald Chilcote, André Gunder Frank além dos autores portugueses. Destacados economistas e sociólogos do Terceiro Mundo como Samir Amin, Sérgio Ramos e  Ladislau Dowbor também colaboraram.
Foi um dos fundadores e o primeiro presidente da direcção da PRAGMA «,cooperativa de difusão cultural e acção comunitária», em 1960/61, mais tarde encerrada pela PIDE, quando era presidente o arquitecto Nuno Teotónio Pereira, que fora anteriormente presidente da Assembleia Geral da cooperativa. Foi o delegado português no Comité da mão de obra da OCDE em 1960/62. Administrador por parte do estado da Companhia Portuguesa de Caminhos de Ferro (CP) em 1969/72. Em 1966/68 foi director executivo («chefe de trabalhos») para Portugal do projecto da OCDE das chamadas «equipas-piloto», equipas pluridisciplinares constituídas em países do Sul da Europa para a realização dum estudo sobre o «planeamento da investigação científica e tecnológica em relação com o desenvolvimento económico». Foi o primeiro levantamento sistemático realizado em Portugal sobre a actividade nacional em I&DE. Fundador e director do CESO –Centro de Estudos Economia e Sociedade CRL- em 1980/85. O CESO realizou, nesta época, numerosos projectos de assistência técnica em África. Nesse tempo, o CESO fornecia a The Economist, para publicação, informações correntes sobre as economias dos PALOP. Desempenhou numerosas missões de assistência técnica na África (em cada uma das cinco ex-colônias portuguesas na África bem como no Senegal e na Costa do Marfim) como consultor de organismos da ONU (UNCTAD e UNDP), Banco Mundial e da Comunidade Econômica Europeia. Uma dessas missões (1980/81) implicou a residência durante mais de um ano na Guiné Bissau e, como coordenador de um projeto de assistência técnica da UNCTAD no Senegal e na Costa do Marfim.
A partir de 1972, foi professor de economia do ISCTE - Instituto Universitário de Lisboa onde desempenhou várias funções, desde Presidente do Conselho Científico até Presidente do Centro de Estudos Africanos, cuja criação promoveu juntamente com Franz-Wilhelm Heimer, até Director da Escola de Gestão (INDEG-ISCTE Business School) e director da revista Economia Global e Gestão.
Foi professor visitante nas Universidades Eduardo Mondlane (Maputo) em 1989/1990 e Macau, em 1997.
Foi ministro dos Assuntos Sociais no Primeiro Governo Provisório (1974) de Adelino da Palma Carlos e ministro do Planeamento e Coordenação Económica nos Quarto e Quinto Governos Provisórios (1975). Foi nomeado, em Março de 1975, vice-governador do Banco de Portugal pelo Terceiro Governo Provisório, sendo Governador do Banco de Portugal Manuel Jacinto Nunes. Foi militante e dirigente da União de Esquerda Socialista Democrática (UEDS) de 1979 a 1984.
É Professor Catedrático Jubilado do ISCTE-IUL desde 2002. 
Em Dezembro de 2008, foi titulado Professor Emérito pelo ISCTE - Instituto Universitário de Lisboa.
Em 2009, foi-lhe atribuído o «Prémio Carreira» pela Ordem dos Economistas, que visa distinguir proeminentes economistas portugueses.
Em 2010, foi condecorado com a primeira classe da medalha de mérito, pelo Presidente da República de Cabo Verde Pedro Pires, pelo facto de ter contribuído para formação de quadros superiores de Cabo Verde durante mais de três décadas  e pelo facto de ter sido um dos académicos que impulsionou a aplicação do Plano Nacional de Desenvolvimento de Cabo Verde.

## Algumas obras relevantes
- A Economia em 24 Lições, Presença, 1993 (4ª edição actualizada em 2002)
- O que é a Economia Mundial, Difusão Cultural, 1995
- Economia do Mercado Global, Presença, 1997
- Macau and Hong Kong at a time of transitions (coordenador e um dos autores), Macau Foundation, Macau, 2000
- Serviços informacionais e transição para a economia do conhecimento em Portugal (coordenador e um dos autores), GEPE, Ministério da Economia, 2001
- O economista acidental (e voador frequente), Ad litteram, 2002
- Economia do conhecimento, Quimera, 2004
- Globalização — Pela invenção dum tempo global e solidário, Quimera, 2003
- Na esquina dos milénios, Ad Litteram, 2006
- A Nova Economia do Trabalho, ICS, 2007
- Disse bom dia à noite, ICS, 2008
- Portugal nas Transições: O calendário português desde 1950, Ceso Ci, 2011.

## Artigos e Livros de Mário Murteira
- Artigos de Mário Murteira existentes no Repositório do ISCTE-IUL
- Artigos de Mário Murteira publicados na revista «Economia Global e Gestão»[ligação inativa]
- Alguns Livros de Mário Murteira I
- Alguns Livros de Mário Murteira II[ligação inativa]
- Alguns Livros de Mário Murteira III
- Alguns Livros de Mário Murteira IV
- Alguns Livros de Mário Murteira V
- Alguns Livros de Mário Murteira VI
- Alguns Livros de Mário Murteira VII[ligação inativa]
- Portugal nas Transições: O calendário português desde 1950 I
- Portugal nas Transições: O calendário português desde 1950 II
- Portugal nas Transições: O calendário português desde 1950 III
- Portugal nas Transições: O calendário português desde 1950 IV
- A obra mais recente de Mário Murteira: Portugal nas Transições: O calendário português desde 1950, Ceso Ci, 2011
- A obra mais recente de Mário Murteira: Portugal nas Transições: O calendário português desde 1950, Ceso Ci, 2011 II